# Tohcok

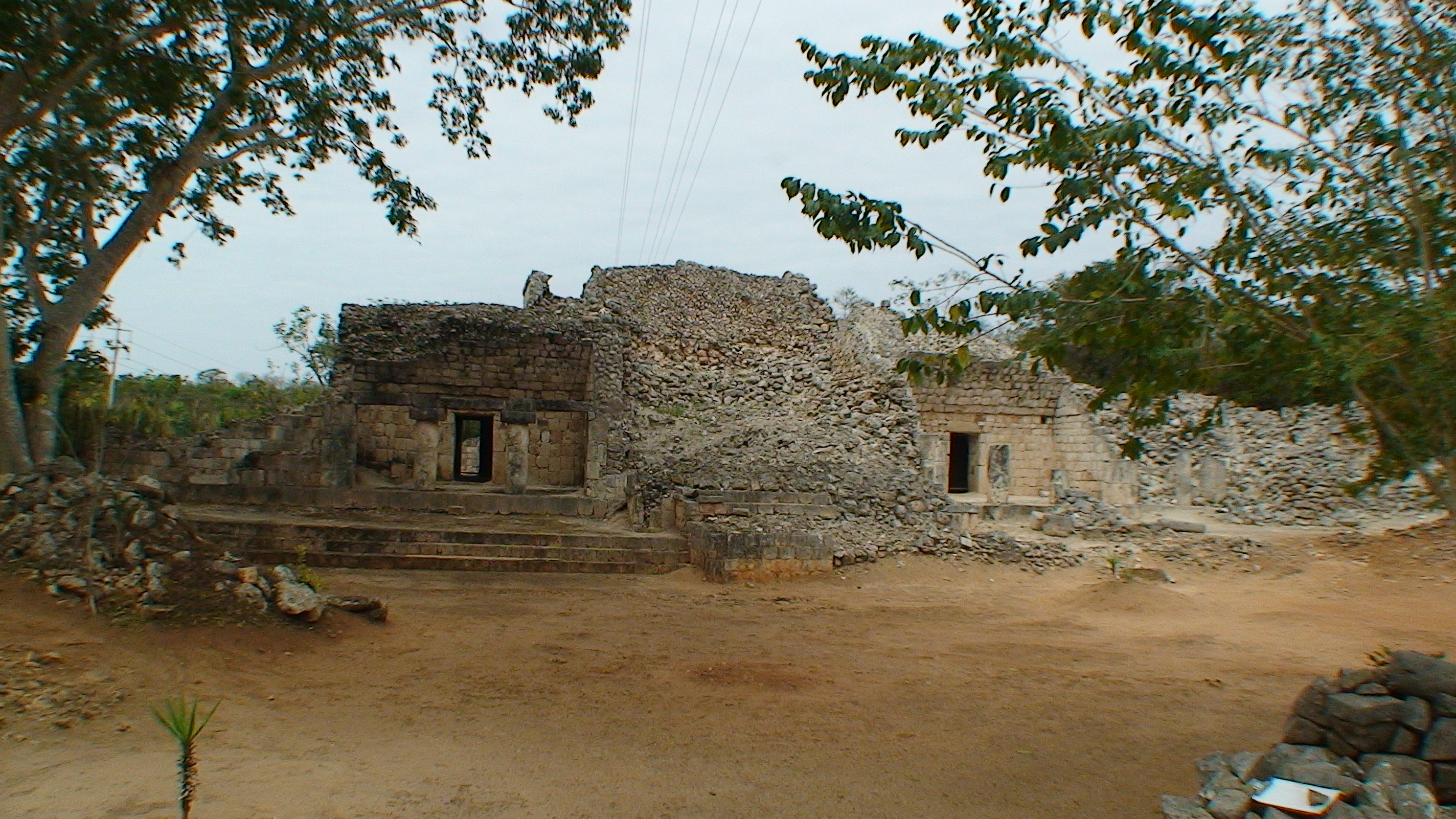
Bau I

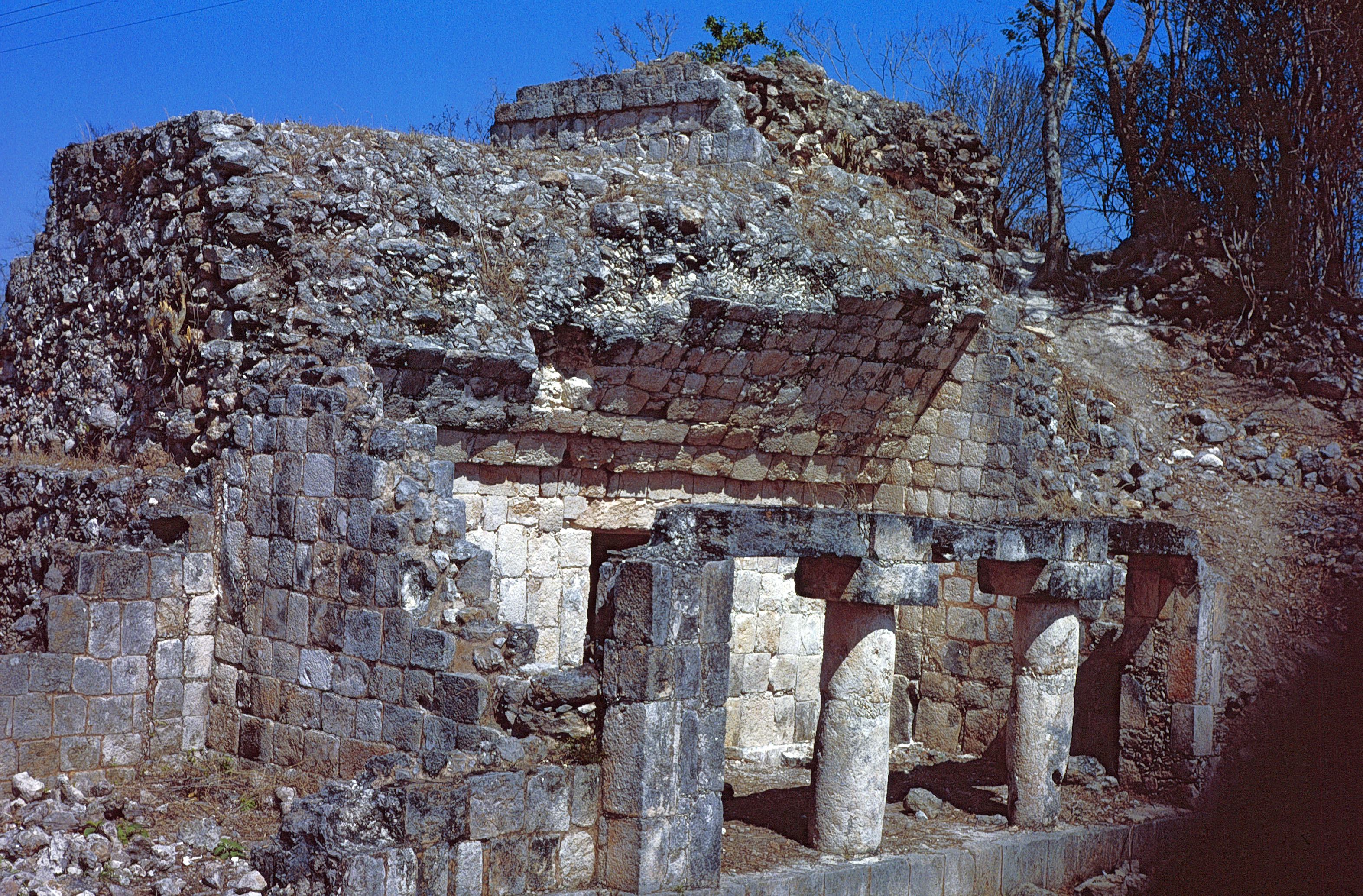
Portikus auf der linken Seite von Bau I

Tohcock, auch Tohkok geschrieben, ist eine kleine Ruinenstätte der Maya in Mexiko. Sie befindet sich auf der Halbinsel Yucatán im Bundesstaat Campeche, rund 4,2 km nordwestlich von Hopelchén. Der Fundort wurde durch den Bau der jetzigen Bundesstraße 261 angeschnitten und seither teilweise restauriert.

## Hauptgruppe
Der vom Straßenbau angeschnittene Bau I war ein komplexes Gebäude mit drei Reihen von Räumen, von denen zwei nach Südosten und eine in der Gegenrichtung geöffnet waren. Die Reihen waren durch eine zentrale Treppe unterbrochen, die zu einem auf halber Höhe gelegenen zweiten Stockwerk aus einer späteren Bauphase mit zwei Räumen führte. Der äußerste südliche Teil des Gebäudes wurde durch den Straßenbau zerstört. Der am besten erhaltene Raum auf der Ostseite hatte einen Eingangsportikus mit zwei Säulen. Das Gebäude wird dem Mischstil Chenes-Puuc zugerechnet, da es Eigenheiten beider Stile vereint, beispielsweise die horizontal gegliederte Fassade auf der Ostseite. 
Ein weiteres Gebäude  mit vier Räumen, das im rechten Winkel zu dem ersten liegt und stark zerstört ist, weist die für den Chenes-Stil typische Anordnung eines einzelnen Raumes hinter dem mittleren Raum der Frontreihe auf. Eine bemalte Türlaibung enthält die Datumsangabe 12 Tun 2 Ahau, deren Umrechnung den 16. Juni 743 (julianisch) ergibt.

## Hügelgruppe
Auf einem niedrigen Hügel südöstlich der Hauptgruppe liegt ein stark zerstörtes Gebäude mit vermutlich sechs Räumen, die nach Osten orientiert sind. 